# ホリデイ・イン・ザ・ワイルド
『ホリデイ・イン・ザ・ワイルド』（原題: Holiday in the Wild）は2019年に配信されたアメリカ合衆国のロマンティック・コメディ映画である。監督はアーニー・バーバラッシュ、主演はクリスティン・デイヴィスとロブ・ロウが務めた。

## ストーリー
息子のルークが大学進学に際して実家を離れることになったため、ケイトは夫のドリューとザンビアへ「二度目の新婚旅行」に行く計画を立てていた。ところが、ドリューから「ルークが家を離れるまでは我慢していたが、この際はっきり言う。もう君を愛していない」と告げられたため、ケイトは一人で旅行することにした。ケイトが現地のレストランで夕食を取っていると、デレクと名乗る男に言い寄られた。苛立ったケイトは「心の傷を癒やすためにザンビアに来たのだから、一人にして欲しい」とはっきり言った。翌日、ケイトはチャーター機で次の目的地に向かうことになったが、驚くべきことに、チャーター機のパイロットはデレクだった。道中、2人は密猟者に母親を殺された赤ちゃんゾウに遭遇した。赤ちゃんゾウは救助チームに引き渡されることになったが、ゾウのことが気になって仕方がないケイトはその世話をしたいと志願した。
アフリカゾウの保護区に到着したケイトはデレクの恋人、レスリーに出会った。レスリーは保護区に支援金を提供している団体のメンバーであった。デレクの友人、ジョナサンの発案で赤ちゃんゾウにマヌーという名前を付けることになった。マヌーとは現地語で「二番目の息子」を意味していた。ケイトはあっという間にマヌーと絆を結び、マヌーの世話をするためにザンビア滞在を延長することにした。一緒に過ごしているうちに、ケイトとデレクの仲も深まっていった。ドリューのことをすっかり忘れていたケイトだったが、彼から送られてきた離婚届を見るや怒りが再燃した。そんな折、ルークがクリスマスを母親と一緒に過ごすために保護区へやって来た。ルークから「経営学はつまらない。ビジネスマンよりもミュージシャンになりたいんだ」と告げられたケイトは思い留まるよう説得したが、上手く行かなかった。
しばらくして、デレクとケイトが両思いになっていることがレスリーにバレてしまった。レスリーが態度をはっきりさせるようデレクに迫ったところ、デレクはレスリーに別れを切り出した。怒りが収まらないレスリーは報復として保護区への資金提供を打ち切った。そのため、保護区は閉鎖の危機に直面した。

## キャスト
※括弧内は日本語吹替。
- クリスティン・デイヴィス - ケイト・コンラッド（園崎未恵）
- ロブ・ロウ - デレク・ホリスタン（森田順平）
- フェジレ・ムペラ - ジョナサン（遠藤純一）
- ジョン・オーウェン・ロウ - ルーク・コンラッド（浜田洋平）
- コリン・モス - ドリュー・コンラッド（滝知史）
- ヘイリー・オーウェン - レスリー・ヴァン・デ・メレ＝ジョーンズ
- ファニスワ・イーサ - アリーヤ
- タンディ・ピューレン - トリッシュ
- レナーテ・ストゥールマン - タビサ

日本語吹替版その他：藤田奈央、寺依沙織、川井田夏海、斎藤寛仁、斉藤こず恵、平林剛、小林達也、林大地、松井暁波、内野孝聡
日本語版制作スタッフ 演出：宇出喜美、翻訳：田尾友美、調整：山本和利、録音スタジオ：オムニバス・ジャパン、制作：ACクリエイト

## 製作・マーケティング
2018年5月31日、アーニー・バーバラッシュ監督の新作映画『Christmas in the Wild』にクリスティン・デイヴィスとロブ・ロウが出演することになったと報じられた。6月、本作の主要撮影が南アフリカ共和国で始まった。2019年10月16日、本作のオフィシャル・トレイラーが公開された。その際、本作のタイトルが『Christmas in the Wild』から『Holiday in the Wild』に変更された。

## 評価
本作に対する批評家の評価は平凡なものに留まっている。映画批評集積サイトのRotten Tomatoesには7件のレビューがあり、批評家支持率は43%、平均点は10点満点で4.95点となっている。『ガーディアン』のスチュワート・ヘリティッジは本作に5つ星評価で3つ星を付け、「『ホリデイ・イン・ザ・ワイルド』は安っぽくてウィットの乏しい作品ではあるが、それでも魅力的な作品である」と評している。